# Die Untersuchung
Die Untersuchung (Originaltitel Śledztwo) ist neben Der Schnupfen einer der zwei Kriminalromane, die der in erster Linie durch seine Science-Fiction-Romane bekanntgewordene Schriftsteller Stanisław Lem geschrieben hat. Das Buch, das in Lems früher literarischer Phase (1957/58) entstand, enthält bereits wesentliche Stilelemente, die auch die späteren Werke des Autors charakterisieren. Es bettet philosophische, erkenntnistheoretische und wissenschaftliche Fragestellungen in den Handlungsentwurf einer Kriminalgeschichte ein und erweitert das Spektrum eines scheinbar konventionellen Krimis um Aspekte statistischer Phänomenologie und kafkaesker Phantastik. Der Protagonist ist ein streng rational denkender Kriminologe, der mit einem Kriminalfall betraut wird, der mit Logik offenbar nicht zu lösen ist.

## Handlung
Auf mehreren Friedhöfen in England verschwinden auf unerklärliche Weise Leichen vor ihrer Beerdigung, um an anderer Stelle unerwartet wieder aufzutauchen. Die Indizien deuten auf kurzzeitige Wiederauferstehungen hin, obwohl das aus medizinischer Sicht selbstverständlich ausgeschlossen wird. Ein junger Kriminalpolizist soll die seltsamen Vorgänge aufklären, von denen nicht einmal klar ist, ob es sich bei ihnen überhaupt um Verbrechen handelt, die strafrechtlich verfolgt werden können. Er verstrickt sich dabei zusehends in seinen konfusen Ideen und Erklärungsversuchen. Ihm wird ein geheimnisvoller Statistikexperte zur Seite gestellt, der mit Hilfe der Mathematik eigene äußerst obskure Theorien entwickelt.

## Buchausgaben
- Śledztwo. Wydawnictwo Ministerstwa Obrony Narodowej, Warszawa 1959.
- Die Untersuchung. Aus dem Polnischen von Jens Reuter und Hans Juergen Mayer. Insel, Frankfurt am Main 1975, ISBN 3-458-05966-0.
- Die Untersuchung. Suhrkamp Taschenbuch, Frankfurt am Main 1978, ISBN 3-518-36935-0 (= Phantastische Bibliothek, Band 14).

## Verfilmungen
- 1974: Die Untersuchung (Śledztwo) (Regie: Marek Piestrak)
- 1997: Śledztwo (TV, Regie: Waldemar Krzystek)